# Jakosics József
Jakosics József (Josephus Jakosich, Buda, 1738. június 2. – Buda, 1804. február 4.) kapisztrán szerzetes.

## Élete
Bosnyák polgárcsaládban született, felmenői között uralkodók is voltak. Iskoláit szülővárosában kezdte, majd a magyar nyelv tökéletesebb megtanulása végett édesapja, aki tudott magyarul, gyermekét a gyöngyösi ferencesek gimnáziumába iratta be. 1756. szeptember 6-án vétetett föl a rendbe a bácsi ferences templomban. A bölcseletet és teológiát Budán és Rómában hallgatta. Magas színvonalú képzésen tanult, így kiválóan elsajátította az olasz és a francia nyelvet is, így a magyar, német, szerb, görög és latin nyelvekkel együttvéve hét nyelven beszélt. Visszatérte után hitszónok, vikárius és bölcseleti lektor Budán; majd Bajára került ahol a rend főiskoláján bölcseletet tanított, innen pedig három év mulva Máriaradnára rendeltetett teológiai tanárnak. Definitor és provinciális volt három évig. Az esztergom-főegyházmegyei szentszéknek is ülnöke volt.
1779-ben már a Kapisztrán Szent Jánosról nevezett Rendtartomány titkáraként működött, amikor Mária Terézia királynő fogadta őt, és hozzájárult az aradi kolostor építéséhez. A következő évben tartományfőnökké nevezték ki Jakosicsot, mely tisztséget első ízben 1780-tól 1783-ig viselte. 1784-ben a budai vízivárosi kolostor házfőnöke lett, egy évvel később pedig ő vezette a II. József által elrendelt költözés lebonyolítását. A kolostor lakói számára egy új helyet jelöltek ki, s ez az egykori Országúti (napjainkban Margit körúti) ágostonos kolostor volt. 1785. április 9-én a menet élén állva vezette az ünnepélyes vonulást, kezében egy körmeneti keresztet emelve a magasba.
1791-ben Székesfehérvárra költözött, az ottani püspök, Milassin Miklós gyóntatója és tanácsadója lett. 1797-ben consultorrá nevezték ki, 1800. május 25-én pedig újból megbízták a provincia vezetésével. Sikerült elérnie, hogy II. Ferenc császár fogadja őt, s hogy az uralkodó a provinciának kedvezményeket biztosítson. 1803. május 25-én lett harmadszorra is tartományfőnök, 1804. január 27-én megbetegedett. Két hétre rá lemondott a tartományfőnöki címről, február 13-án hunyt el. A rend budai könyvtárának és kéziratgyűjteményének ő volt az alapítója s gyűjtője.

## Munkái
- Literae circulares 1803. szept. 1. Budae (Velikanovics János atya haláláról)
- Literae encyclicae. 1803. decz. 7., Uo. (Pavisevics József atya haláláról)
- Collectanea vitae, mortis et operum Divi Joannis a Capistrano..., Uo. 1803 (névtelenül)